# Anemonia viridis
Espèce
Anemonia viridis, aussi appelée Anémone de mer verte, Actinie verte, Anémone commune, Ortique, Anémone beignet ou Ortie de mer, est une espèce de cnidaires de la famille des Actiniidae.

## Description et caractéristiques

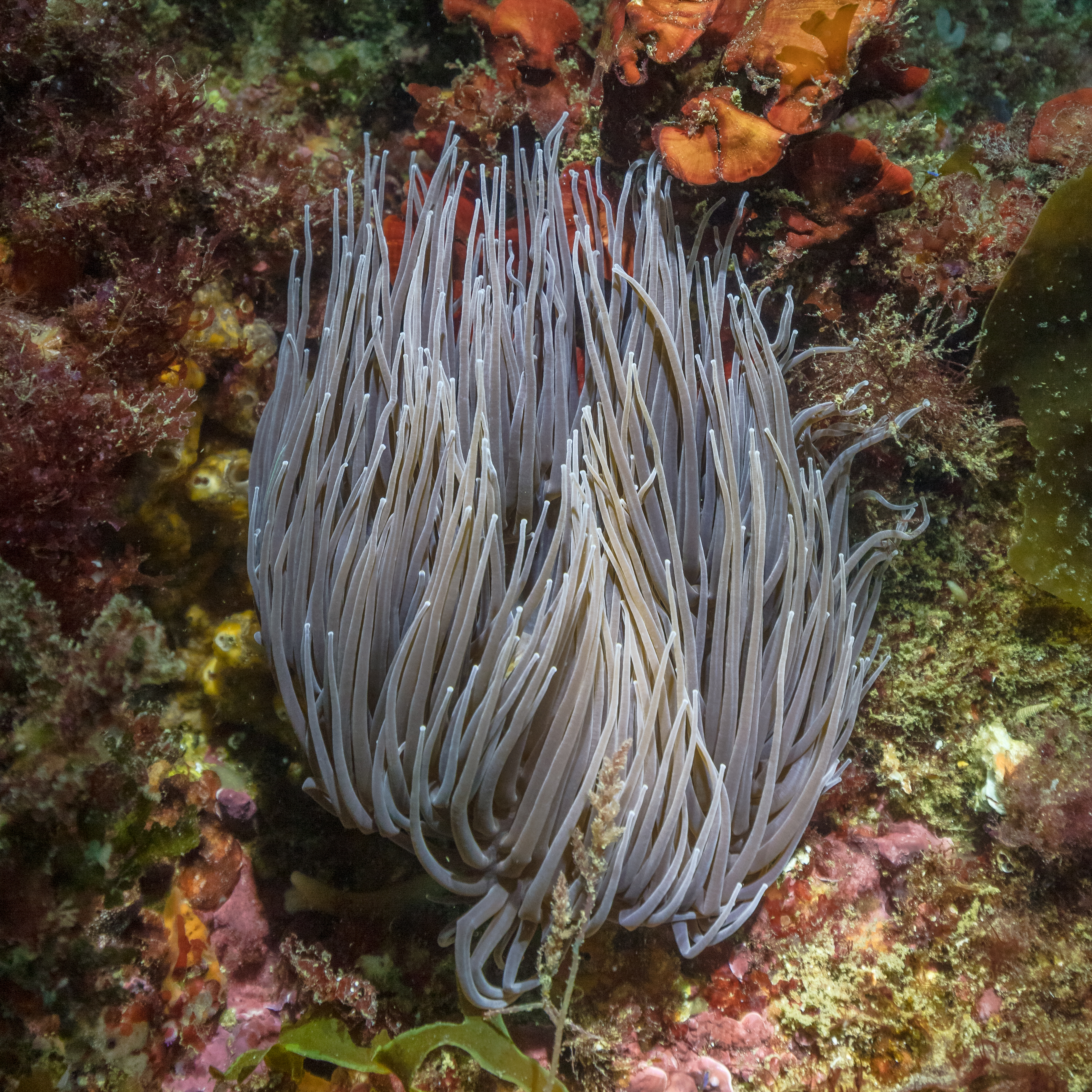
Une Anemonia viridis dans le parc naturel de l'Arrábida au Portugal.

Cette anémone est souvent prise pour une algue par les baigneurs : la partie visible se compose de longs bras souples et mous, de couleur verdâtre avec la pointe plus ou moins visiblement violacée. Au contact de la peau, ces tentacules se révèlent extrêmement collants, et sont urticants sur les peaux fines (bras, ventre, visage...).

## Répartition
Il s'agit d'une anémone de mer présente en Méditerranée, dans l'Atlantique et la Manche. On la trouve généralement en zone calme et éclairée. Elle vit souvent près de la surface mais peut être présente jusqu'à 25 m de profondeur.

## Reproduction
La reproduction a lieu entre juin et août. La fécondation est externe, les individus mâles libèrent leur sperme et les femelles leurs ovules. Les anémone peuvent également se reproduire asexuellement par scissiparité. Les deux individus créés sont alors des clones. Cette division est assez rapide, elle peut durer de 5 minutes à 2 heures.

## Galerie

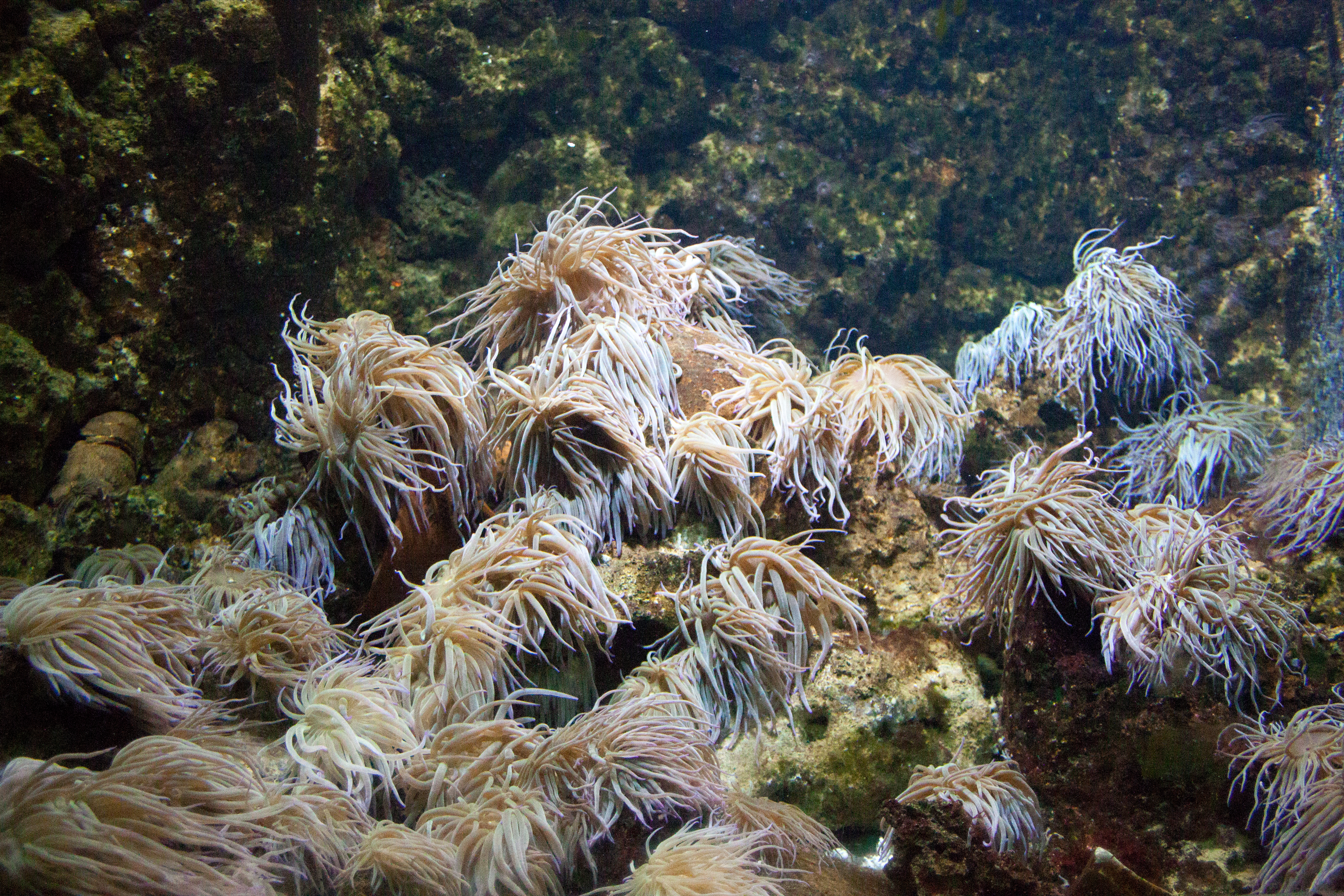
Une colonie d'anémones vertes dans l'aquarium de Rhodes.
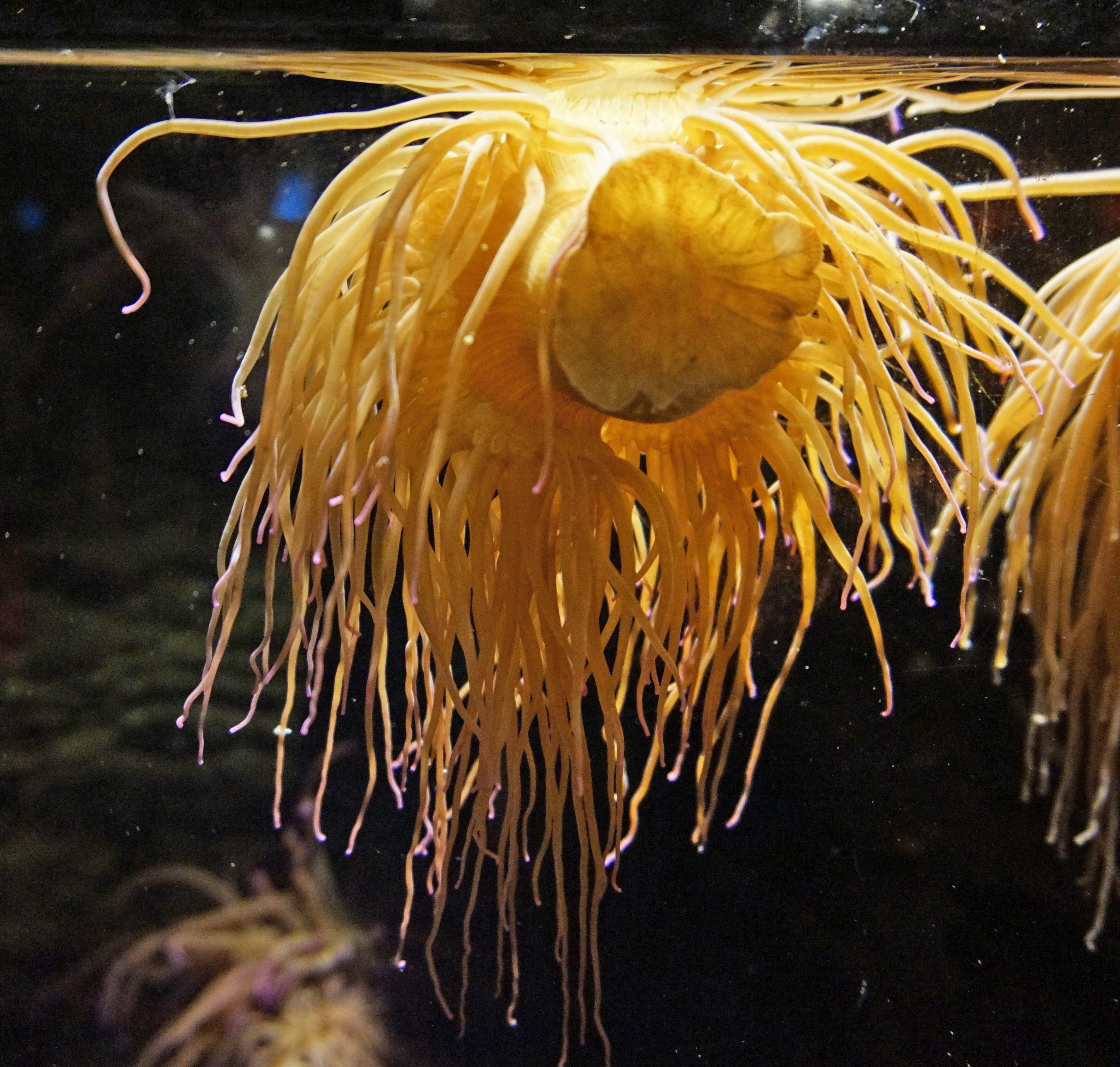
Anemonia viridis dans un aquarium de Gênes.
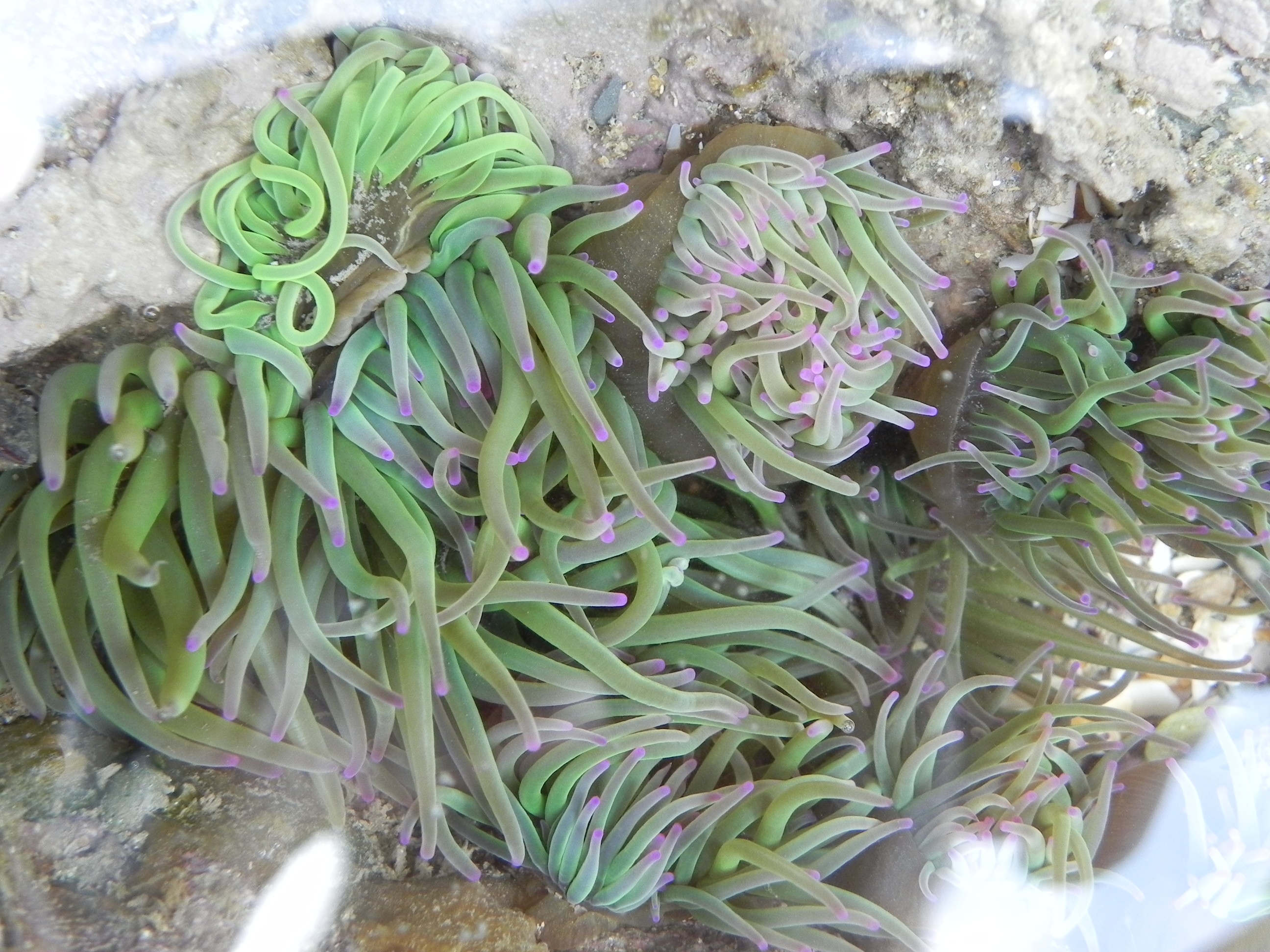
Une colonie d'anémones vertes dans le nord du Devon (R-U).
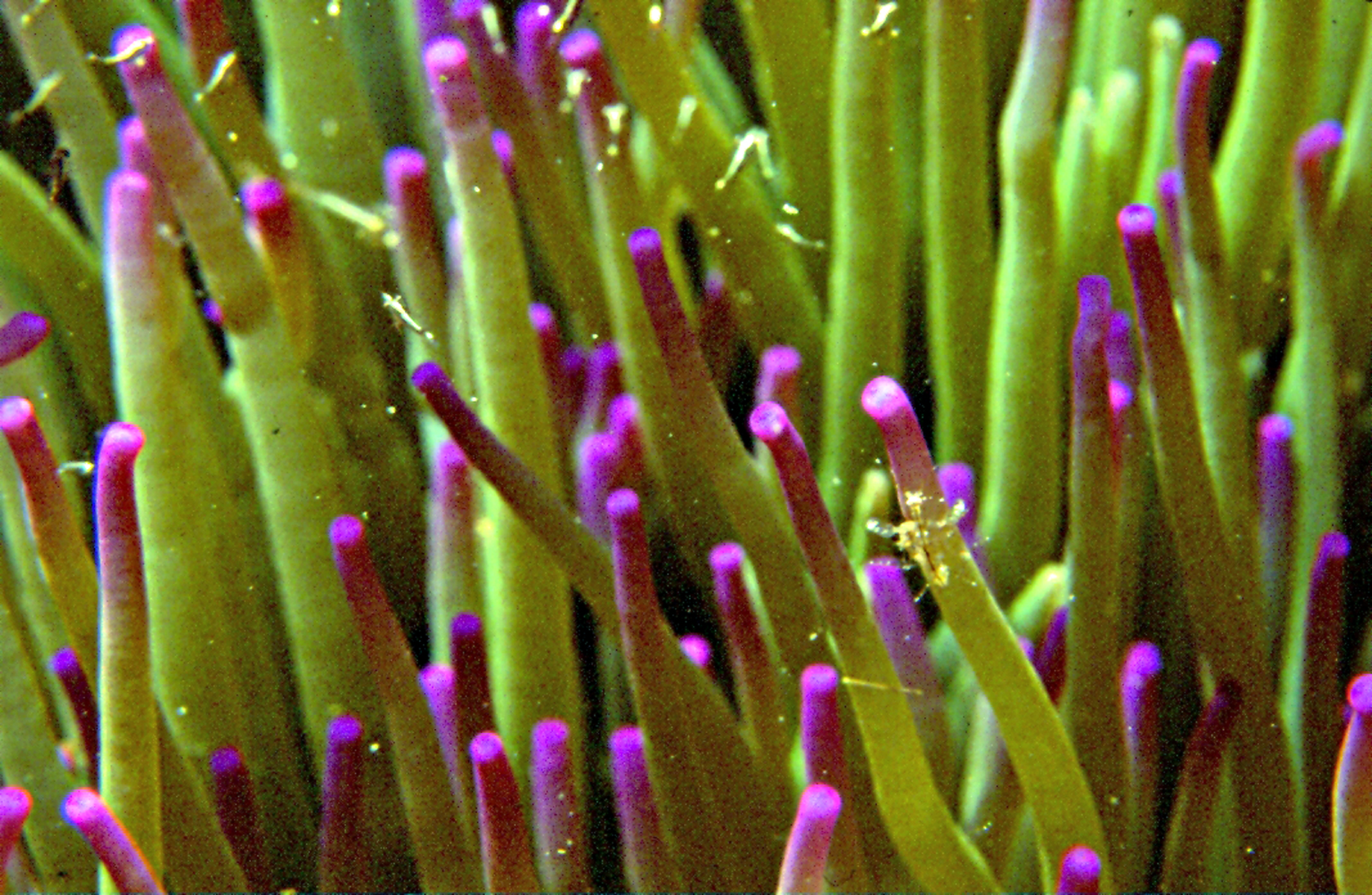
Tentacules.
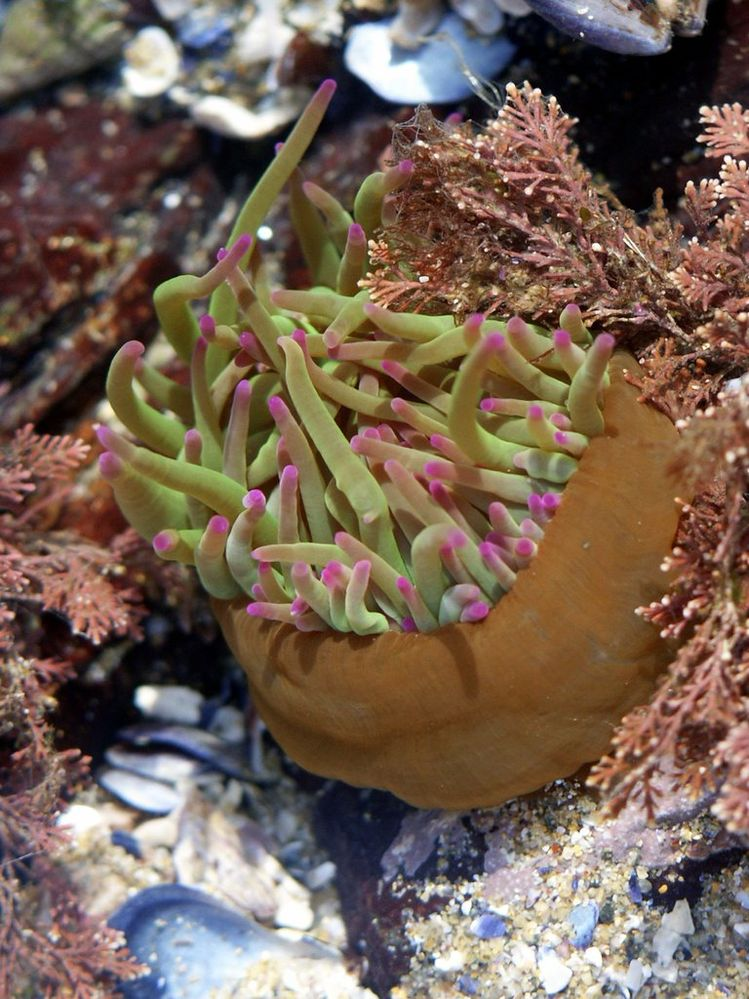
En France.
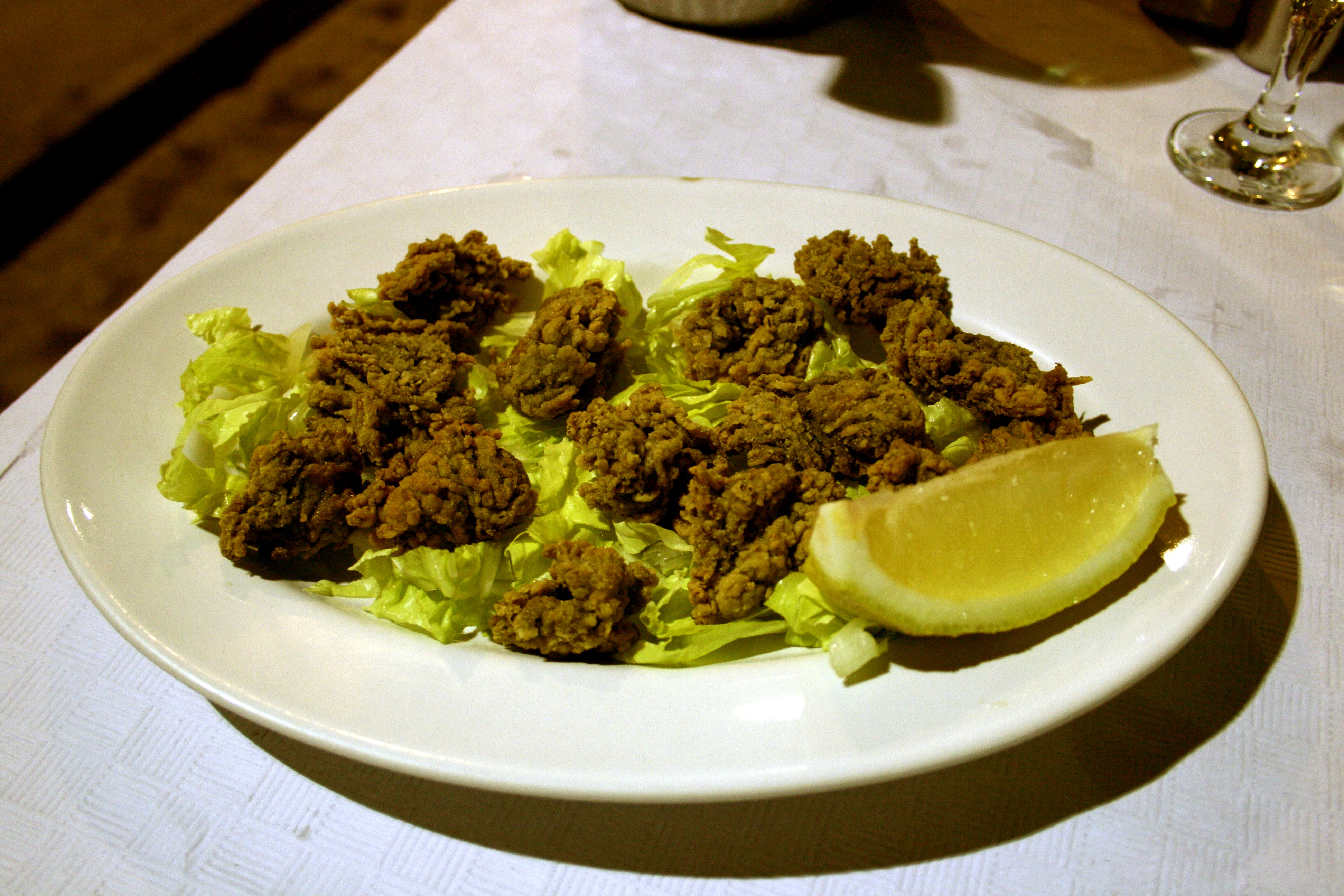
Une assiette d'ortiguillas à Cadix.